# Rico Rossi
Rico Rossi (Toronto, 22 giugno 1965) è un allenatore di hockey su ghiaccio ed ex hockeista su ghiaccio canadese naturalizzato italiano.

## Carriera
Dopo la carriera universitaria, Rossi nel 1989 si trasferì nel campionato italiano con l'HC Milano Saima, con cui vinse uno scudetto (1990-1991). Quando la squadra fu sciolta nel 1992, Rossi tornò in Nord America, disputando una stagione coi Dallas Freeze in Central Hockey League.
Alla rinascita del Milano come SG Milano Saima nel 1993, Rossi tornò in Italia, vestendo la maglia rossoblù nelle due stagioni prima della vendita della squadra e della trasformazione in HC Milano 24. Avrebbe dovuto far parte anche di quella squadra, ma l'allontanamento dell'allenatore Kim Gellert dopo pochi incontri spinse il presidente Quintavalle a sceglierlo come allenatore.
L'esperienza sulla panchina milanese durò per il resto della stagione 1995-1996 e per la prima parte di quella successiva: venne allontanato per dissidi con parte dei giocatori.
Si accasò dunque in Germania, dove ha guidato il GEC Nordhorn (1997-1998), l'EV Duisburg (1998-2001) e l'EHC Bayreuth (2001-2002, fino a gennaio) in terza serie e lo stesso Duisburg in seconda serie (seconda parte della stagione 2001-2002), prima di passare come assistente allenatore agli Adler Mannheim, dove rimase due stagioni (2002-2004).
Si legò poi a lungo (2004-2013) agli Heilbronner Falken che portò dalla terza serie alla seconda. Rimase ai Falken anche nella stagione 2013-2014, ma come direttore sportivo; si dimise nel dicembre 2013.
Tornò su una panchina nella stagione successiva, ai Kassel Huskies, in DEL2, vincendo il titolo nel 2015-2016.

## Palmarès

### Giocatore
- Campionato italiano: 1

Milano Saima: 1990-1991

### Allenatore
- DEL2: 1

Kassel Huskies: 2015-2016